# Vestigiile romane de la Poieni
Vestigiile romane de la Poieni (situate in punctul "Grădiște"), județul Cluj, sunt înscrise pe lista monumentelor istorice din județul Cluj elaborată de Ministerul Culturii și Patrimoniului Național din România în anul 2010.